# Linia G metra w Porto
Linia G – oznaczona kolorem różowym planowana linia metra w Porto mająca połączyć stacje Casa da Música i São Bento w śródmieściu Porto.
Na trasie linii znaleźć się mają cztery stacje, a jej łączna długość ma wynieść 2,45 km. Przewidywany czas przejazdu to ok. 5 minut.

## Historia
Na początku lutego 2017 r. władze spółki Metro do Porto ogłosiły plan budowy siódmej linii, do której oznaczenia użyto koloru różowego i litery „G”. Projekt przewidywał wybudowanie czterech stacji: Boavista (połączonej z dotychczasową stacją Casa da Música), Galiza, Hospital Santo António i Liberdade (połączonej z dotychczasową stacją São Bento), spośród których trzy miałyby zostać wybudowane metodą odkrywkową, a jedna (Hospital Santo António metodą głębinową). Z uwagi na położenie w centrum miasta przewidziano, że trasa w całości wieść będzie pod ziemią. Łączną długość torowiska, po którym kursować mają składy metra obliczono na 2,45 km, zaś wraz z odcinkami technicznymi ma liczyć 2,70 km.
Przyjęty projekt przewiduje możliwość dalszego rozwoju sieci metra: budowa stacji Boavista/Casa da Música i Galiza umożliwiać ma późniejsze włączenie torowiska południowej trasy z Matosinhos (tzw. Linha do Campo Alegre) czy drugiej linii w Gai.
Prace budowlane przewidziano na okres od stycznia 2019 do stycznia 2021 roku i wyceniono wstępnie na 168 mln euro (łączny koszt inwestycji to ok. 180 mln euro).

## Stacje
| zdjęcie | nazwa                                     | odległość           | typ stacji | data otwarcia           | przesiadki                                                       |
| ------- | ----------------------------------------- | ------------------- | ---------- | ----------------------- | ---------------------------------------------------------------- |
|         | Casa da Música (stacja planowana)         | ↓ 0,00 km ↑ 2,45 km | płytka     | planowana: styczeń 2021 | A B C E F autobusy STCP, autobusy dalekobieżne, parking rowerowy |
|         | Galiza (stacja planowana)                 | ↓ 0,92 km ↑ 1,53 km | płytka     | planowana: styczeń 2021 | autobusy STCP                                                    |
|         | Hospital Santo António (stacja planowana) | ↓ 1,80 km ↑ 6,48 km | głęboka    | planowana: styczeń 2021 | tramwaje, autobusy STCP                                          |
|         | São Bento (stacja planowana)              | ↓ 2,45 km ↑ 0,00 km | płytka     | planowana: styczeń 2021 | D pociągi, tramwaje, kolejka, autobusy STCP                      |